# Parrasi
|  | Per a altres significats, vegeu «Parrasi (mitologia)». |

Parrasi (en llatí Parrhasius, en grec antic Παρράσιος) fou un destacat pintor grec nadiu d'Efes, fill i deixeble d'Evenor, segons diu Plini el Vell.

## Biografia
Pertanyia a l'escola jònica i va exercir el seu art principalment a Atenes. Alguns autors l'anomenen atenenc, probablement perquè en aquella ciutat, com diu Plutarc, va ser molt admirat i respectat i en va obtenir la ciutadania. L'època en què va viure és controvertida, però les fonts conegudes el situen en temps de la Guerra del Peloponès. Xenofont diu que va tenir una interessant conversa amb Sòcrates sobre temes d'art, i això indica que hauria florit cap a l'Olimpíada 95, sobre l'any 400 aC, època en què també el situa Plini el Vell, que afegeix que era contemporani de Zeuxis d'Heraclea i una mica més jove. Aquestes dates són aproximacions, ja que Parrasi ja tenia una gran reputació a la mort de Sòcrates el 399 aC. Algunes versions el situen cap al 440 aC i altres el 347 aC.
Plini el Vell diu que els seus mèrits consistien en la precisió del dibuix en tots els seus elements essencials, proporcions, i expressivitat, els petits detalls de la cara, l'elegància del cabell, la bellesa del rostre, i altres pintors de la seva època li van donar la palma per la precisió amb què pintava les extremitats. Donava tal sensació de realitat que fins i tot les parts que no es dibuixaven estaven perfectament indicades. Plini també explica una anècdota, sobre un concurs que es va fer entre Zeuxis i Parrasi per veure quin dels dos pintors era el millor. Zeuxis va pintar uns raïms tan ben fets que van baixar els ocells a picar-los. Llavors Parrasi va demanar a Zeuxis que enretirés la cortina que tapava el seu quadre, i quan ho va anar a fer es va adonar que la cortina era el quadre. Zeuxis va reconèixer la victòria del seu rival, ja que si ell havia enganyat als ocells, Parrasi el va enganyar a ell. Sèneca explica un conte sobre Parrasi, i diu que va comprar un esclau procedent d'Olint que Filip II de Macedònia havia posat a la venda, i el va torturar per obtenir un bon model per una pintura de Prometeu Encadenat destinat al Partenó d'Atenes.
El seu caràcter era arrogant (Quo nemo insolentius sit usus gloria artis diu Plini), reclamava un origen diví, i es creia descendent d'Apol·lo. Se'l coneixia pels seus costums excèntrics i el seu gust pel luxe. Es deia que portava sempre una túnica tenyida de porpra de Tir, una corona d'or, un bastó amb incrustacions d'or i unes sandàlies amb els cordons fets de fils d'or, segons explica Ateneu de Naucratis.

## Obres
Parrasi va pintar quadres de déus i d'herois, seguint les tendències del que s'havia fet en escultura per Fídies en temes divins i per Policlet en la figura humana. Va establir un cànon de proporcions en la pintura que va ser seguit pels pintors posteriors. Per això Quintilià l'anomena "legislador del seu art".
Ell mateix deia, que degut al seu origen diví, havia pogut pintar l'Hèracles que es conservava a Lindos a partir de la contemplació de l'heroi al que observava mentre dormia. Va perdre en un concurs de pintura contra el seu deixeble Timantes de Sició, on s'havia de mostrar la discussió entre Odisseu i Àiax per les armes d'Aquil·les, i va dir que ell simpatitzava amb Àiax.
De totes les obres de Parrasi que Plini menciona, la més famosa era una pintura del poble atenenc (debebat namque varium, iracundum, injustum, inconstantem, eundem exorabilem, clementem, misericordem, gloriosum, excelsum, humilem, ferocem, fugacemque, et omnia pariter ostendere) el contingut de la qual no es coneix. Alguns autors suposen que era un grup o diversos grups, i d'altres que era una sola figura. De fet les paraules de Plini no descriuen el quadre, sinó el seu tema.
Una altra obra destacada va ser un Teseu conservat al Capitoli, que sembla que va ser el que va establir el cànon de la pintura, tal com el Dorífor de Policlet va establir el de l'escultura.
També va crear pintures eròtiques i obscenes com l'Aquigal, i Meleagre amb Atalanta, amb les que s'entretenia, i que després van satisfer el gust de Tiberi. Plini menciona també els títols d'altres pintures de caràcter mitològic i afegeix que en tauletes i pergamins es conservaven gran quantitat de dibuixos de Parrasi. A més va ser un dels pintors que va escriure tractats sobre el seu art.